# Caricologia
Caricologia,(abreviado Caricologia.) es un libro con ilustraciones y descripciones botánicas que fue escrito por el botánico, pteridólogo, micólogo y farmacéutico alemán Carl Ludwig Willdenow. Fue publicado en el año 1805, con el nombre de Caricologia, sive descriptiones omnium specierum Caricis, in usum excursionum botanicarum pro amicis seorsim impressa....